# Jahnoporus
Jahnoporus is een geslacht van schimmels behorend tot de familie Dacryobolaceae. De typesoort is Jahnoporus hirtus.

## Soorten
Volgens Index Fungorum bevat het geslacht vier soorten (peildatum december 2021):
| Soortnaam              | Auteur(s)                      | Publicatiejaar |
| ---------------------- | ------------------------------ | -------------- |
| Jahnoporus brachiatus  | Spirin, Vlasák & Miettinen     | 2015           |
| Jahnoporus hirtus      | (Cooke) Nuss                   | 1980           |
| Jahnoporus oreinus     | Spirin, Vlasák & Miettinen     | 2015           |
| Jahnoporus pekingensis | (J.D. Zhao & L.W. Xu) Y.C. Dai | 2003           |